# KidsCo
A KidsCo egy európai, gyerekeknek szóló tévécsatorna. 2007. szeptember 7-én indult, és 2013. december 31-én éjjelén fejezte be működését Magyarországon.

## Története

### Indulás
2007. áprilisában a brit Sparrowhawk Media Group, a DIC Entertainment és a Nelvana Enterprises bejelentette, hogy az általuk létrehozott KidsCo gyerekcsatorna az év végén Közép-Európában megkezdi működését.

### KidsCo a világban
2008. január 1-én a Fülöp-szigeteken, továbbá 2008. március 20-án az arab világban is elindult a csatorna. Majd 2009 elején Portugáliában, 2009 novemberében Ausztráliában és Görögországban is elindult a csatorna. 2008-ban Franciaországban, Olaszországban, Németországban, Belgiumban, Hollandiában és az Egyesült Államokban is tervezték elindítani a csatornát, de erre nem került sor. 2013. január 8-tól a csatorna székhelye Torontó lett, és ekkor új logót kapott.

### Megszűnés
2013. május 5-én a csatorna Lengyelországi sugárzása megszűnt.
2013. december 31-én kivonult Magyarországról is, így a sugárzása is megszűnt. Nem sokkal azután bejelentették, hogy a csatorna tulajdonosai (az NBC Universal és a Corus Entertainment) világszerte megszüntette a csatornát. A megszűnésének elsődleges oka a gyermekcsatorna-piac túlzsúfolódása, ahol a KidsCo már nem tudta tartani az iramot. Továbbá hazánkban nagyon kevés szolgáltatónál (Többek között a Telekom és a Tarr kínálatában.) volt elérhető, ezáltal a magyar szinkront sem tudták fizetni.

## Korábbi vételi lehetőségek[4]
Műhold: AMOS 3 (Nyugati 4 fok), 10,722 GHz, vertikális polarizáció, MPEG 4/Conax a T-Home csomag részére
Kábel: Sirius 4 (Keleti 5 fok), 12,188 GHz, horizontális polarizáció, MPEG 2/PowerVu

## Műsorok
A KidsCo főleg a 3–13 éves gyerekekre specializálódott. Kínálatában mozifilmek is szerepeltek. Európában és Dél-Amerikában egyaránt fogható volt. A csatorna a nap 24 órájában sugárzott. Régebbi Minimaxos meséket is vetített, többek között Mentőosztagot, a Ned varázsgőtéjét, és a Rolie Polie Oliet is megtalálhattuk. 
- Beverly Hills Tini Klub (TV-s rajzfilmsorozat)
- Bigyó felügyelő (TV-s rajzfilmsorozat, melyet a Jetix is sugárzott korábban)
- Boo and Me (TV-s rajzfilmsorozat)
- Corduroy (TV-s rajzfilmsorozat)
- Cyberchase, avagy kalandozások a cybertérben (TV-s 2D-s számítógépes animációs sorozat, melyet a Minimax sugárzott régebben)
- Dennis, a komisz (TV-s rajzfilmsorozat, korábban a Fox Kids sugározta)
- Dínókülönítmény (TV-s 2D-s számítógépes animációs sorozat, inkább nagyobbaknak)
- Gógyi felügyelő (TV-s rajzfilmsorozat, melyet a Fox Kids is sugárzott korábban)
- Hullámhaverok (TV-s 2D-s számítógépes animációs sorozat)
- Kaja-kalandok (TV-s 2D-s számítógépes animációs sorozat)
- Kutya legyek (TV-s filmsorozat, gyerekeknek)
- Madárkák (TV-s rajzfilmsorozat)
- Madeline új kalandjai (TV-s rajzfilmsorozat)
- Matt Hatter történetei (TV-s 3D-s számítógépes animációs sorozat)
- Max és Ruby (TV-s rajzfilmsorozat)
- Mentőosztag (TV-s rajzfilmsorozat, melyet a Minimax sugárzott régebben)
- Mesék a kriptából (TV-s rajzfilmsorozat)
- A múmia (TV-s 2D-s számítógépes animációs sorozat)
- Nagyfilm (mindig más, egy-két órás egész estés filmeket ad le)
- Ned varázsgőtéje (rajzfilmsorozat, melyet a Minimax sugározott régebben)
- Az Óceán lánya (TV-s rajzfilmsorozat)
- Rolie, Polie, Olie (TV-s 3D-s számítógépes animációs sorozat, melyet a Minimax sugárzott régebben)
- Sonic Underground (TV-s rajzfilmsorozat, mely a Jetix által sugárzott anime kisebb gyerekeknek készült változata)
- Angyali keresztszülők (TV-s rajzfilmsorozat, melyet a Nickelodeon és a Disney Csatorna is sugároz más szinkronnal)
- Vad jövő (TV-s 3D-s számítógépes animációs sorozat)
- Z különítmény (TV-s 3D-s számítógépes animációs sorozat)
- S Club 7 (élőszereplős sorozat)
- és továbbiak

## KidsCo Kanada
- KidsCo (Kanada)
- Syfy Kids